# Museo di Giovio a Borgovico
Il Museo di Giovio a Borgovico di Como era una delle residenze di Paolo Giovio, nella quale lo storico cinquecentesco si proponeva di raccogliere i ritratti di uomini illustri da lui descritti (la cosiddetta Serie gioviana) ed altri reperti.
Sorgeva ove oggi si trova la Villa Gallia.

## Il museo
(Michele Mari, Un museo degli orrori in Paolo Giovio. Elogi degli uomini illustri, Einaudi, p. VII.)

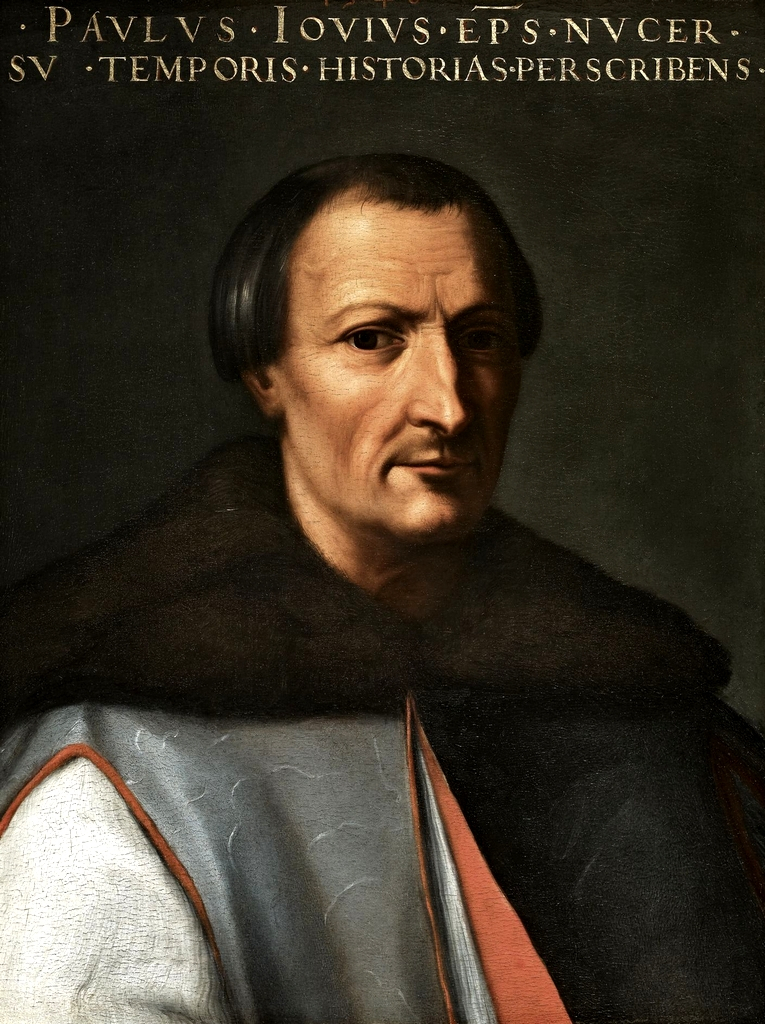
Immagine di Paolo Giovio

La villa-museo di Giovio può, a piena ragione, essere definita il primo esempio di spazio museale ante litteram conosciuto, non di mero collezionismo d'arte, così come lo intendiamo noi contemporanei (pur essendo eredi della rivisitazione concettuale del fenomeno avvenuta nell'Ottocento e nel Novecento), ossia il sogno di poter far "con-vivere", in uno spazio dato e al di là del tempo, l'intera storia della cultura umana. Secondo Price Zimmermann «l'idea di Giovio di fondare un museo di ritratti sul lago fu il suo contributo più originale alla civiltà europea.»
«La prima testimonianza di un'elaborazione concettuale della villa, con caratteri in parte destinati a confluire nel Museo, precede a sua volta (1504) di più di quindici anni l'avvio della collezione»: ciò propone un'interpretazione delle finalità della villa-museo che vanno al di là della semplice necessità di collocarvi la propria raccolta. Una "precoce volontà di villa" è testimoniata da una serie di lettere di Giovio. La prima, in latino, è indirizzata a Giano Rasca fin dal 1504, un'altra fu inviata a Francesco II Sforza, duca di Milano (Roma, primo marzo 1531), in cui lo si informa dell'acquisto di «[...] un bellissimo loco, qual è vicino un miglio a Como, qual costa mille e duecento scudi».
Pur non essendovi accenni nell'epistolario, certe sono, sulla base di numerose documentazioni, le date di inizio (autunno 1537) e fine dei lavori (primavera 1543), mentre non ci sono indicazioni sul nome dell'architetto: un silenzio che è un'orgogliosa rivendicazione di responsabilità da parte di Giovio sulla impegnativa impresa edificatoria.
Successivamente alla morte di Giovio, la villa fu acquistata nel 1607 dal ricchissimo comasco Marco Gallio, nipote dal cardinale Tolomeo Gallio. L'intenzione era quella di ristrutturarla, ma venne invece fatta abbattere, a causa dello stato di estremo degrado in cui versava, dovuto all'abbandono e alle numerose successive inondazioni subite.

### La scelta del nomeMusaeum
Nell'antichità il termine Mousêion (luogo sacro alle Muse), in relazione a un edificio, fu adottato per indicare il Museo di Alessandria fatto costruire dal re Tolomeo Filadelfo ad Alessandria d'Egitto per ospitare la celebre Biblioteca. Al riguardo scrive Franco Minonzio: « [...] il termine Musaeum, nell'accezione di luogo consacrato alle Muse e allo studio ha, nella civiltà latina (per nulla dire degli antefatti greci, classici ed ellenistici) una storia lunga che rimonta a Varrone (De re rustica, III, 5.9) e a Plinio il Giovane (Epistulae I, 9.6).; (...) Sulla scelta del termine musaeum in età rinascimentale, occorre ammettere che era nell'aria, tant'è che, (...) un amico di Bembo, l'antiquario padovano Alessandro Maggi, aveva in quello stesso torno di tempo, utilizzato questo termine classicheggiante in riferimento al proprio palazzo e alla collezione che vi era contenuta. Certo, l'accezione nella quale Giovio se ne avvale ("un luogo dedicato alle muse, nel quale trattenersi con gli amici in colta conversazione tra opere d'arte antiche e moderne") (...) è un autentico punto di svolta.»
Erasmo da Rotterdam, negli anni 1523/1524, adopera il termine greco Museion per designare un piccolo studio adibito alla lettura dei codici (Convivium religiosum): l'influenza pregnante delle idee dello studioso olandese su Giovio, anche attraverso il fratello Benedetto che di Erasmo fu corrispondente, sembrerebbe la fonte più probabile nella scelta da parte del comense del termine "Museo" per identificare il luogo dove conservare la sua collezione. Già nel 1532, infatti, in una lettera redatta dal medesimo Benedetto, quest'ultimo usa il vocabolo museion a proposito del palazzo di famiglia in cui ospitare la raccolta- Tuttavia « [...] nella realizzazione del musaeum Paolo Giovio va oltre Erasmo, come va oltre Benedetto: il significato nuovo che riempie il termine antico è quello di un luogo di studio cui si unisce una collezione di ritratti di uomini illustri, della storia passata e della contemporanea, senza preclusioni d'ordine etnico o religioso, non più legati alla vicenda individuale del proprietario, e ciascuno dei quali è integrato da un testo biografico, che in molti casi al ritratto esplicitamente rimanda».

### Il luogo secondo Giovio

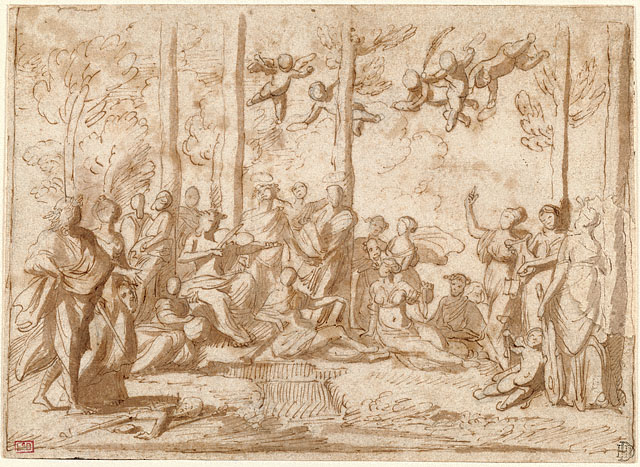
Nicolas Poussin, Apollo e le Muse sul monte Parnaso (1626-1627?/1631-1633?)

Una delle descrizioni più antiche e suggestive della residenza, dove Giovio allestisce il suo "Museo", che sorgeva sull'area dell'attuale Villa Gallia, nei pressi del capoluogo lariano, la fornisce lo stesso proprietario: «La villa è di fronte alla città e sporge come una penisola sulla superficie sottostante del lago di Como che si espande tutto intorno; si protende verso nord con la sua fronte quadrata e verso l'altro lago con i suoi fianchi dritti, su una costa sabbiosa e incontaminata, e perciò estremamente salubre, costruita proprio sulle rovine della villa di Plinio (...) Giù nelle acque profonde, quando il lago, distendendo dolcemente la superficie vitrea, è calmo e trasparente, si vedono marmi squadrati, tronchi enormi di colonne, piramidi consunte che prima decoravano l'ingresso del molo falcato, davanti al porto».
Ugualmente compiaciuta è la descrizione delle piccole distrazioni concesse a chi vive in campagna, soprattutto la pesca: «Sulla facciata (...) si protende sulle onde del lago una terrazza (...) da questo luogo è divertente pescare i pesci dopo averli attirati con l'esca che si è gettata loro. Osservarne i branchi numerosi dà un piacere particolare: il lago stesso (...) sorride a chi l'osserva»; poco oltre scrive: «Un vero piacere, particolarmente appagante, lo provo navigando incontro ai pescatori che stanno per tirare su le reti. È divertente mercanteggiare il bottino incerto di una rete che sta per essere tirata: per il desiderio di prendere parte alla pesca mi succede di avere le mani e gli occhi in tensione»
L'animo dell'uomo di corte è sempre presente: accompagnano la descrizione sottile adulazione personale, contenuto orgoglio per l'opera realizzata, frammista a un costante riferimento alle proprie modeste condizioni. «Qualcun altro, più ricco e più ingegnoso, avrebbe tranquillamente potuto costruire, molto più lussuosamente, stanze più interne, portici, sale da pranzo, camere da letto estive e invernali. Avrebbe potuto decorarle più dignitosamente con splendidi dipinti. Io, assecondando la natura del luogo con ardente desiderio ma dubbia speranza di portare l'opera a compimento, ho costruito una parte dopo l'altra, tanto che spesso, pentendomi in ritardo, ho smesso di sperare nella generosità della sorte» Subito dopo continua: «Chi non ha mai visto lo splendore delle ville costruite dagli uomini di ceto signorile e principesco, e perciò al di sopra del patrimonio che tocca a un comune cittadino; o chi, con un giudizio più benevolo, antepone l'eleganza di un'opera non banale a spese poco misurate, è facile che ammiri il primo portico ( [...] ) quello che chiamo portico "mascherato" (...) le maschere dorate sembrano dispensare consigli, di laconica brevità, per una vita più elegante». Insieme ai numerosi richiami pliniani e vitruviani, svariati anche quelli classici, come si addice a un colto, raffinato letterato di corte. «Nascosta nel lato opposto dell'isola vive quella vergine immortale, Eco, detta anche Dorica"; e ancora:(...)" questi attracchi, a sinistra e a destra, sono uniti da un istmo che si estende fra di essi (...) Sfruttando una somiglianza con Corinto dai due mari, un attracco lo chiamo, per scherzo, Cencreo, come il porto sull'Egeo; l'altro Lecheo, come quello sullo Ionio.»
In maniera simile Giovio descrive l'atrio dipinto dell'ingresso "estivo", in cui ha posto una fontana: «Di qui si aprono da una parte e dall'altra dei battenti. Questi conducono ai giardini e ai boschi sui monti attraverso delle viti giuliane, costruite a volta, un capolavoro di arte topiaria ( [...] ) Dai boschi sui monti. attraverso piccoli tubi di terracotta, ho fatto scendere fino al portico dorico una fonte perenne e limpidissima di acqua zampillante. Ma la fatica è stata grande, poiché spesso c'era una ninfa a rendere il compito difficile (...) come una delle Oreadi dei boschi, gelosa del suo ritiro all'ombra e al silenzio, evitava molto timidamente queste case frequentate nonché il via vai di persone. Adesso, divenuta più mite, sale attraverso la statua della dea Natura e zampilla dalle sue poppe, per poi riversarsi in una vasca di marmo». 
È comunque nella breve ma particolareggiata descrizione degli interni e delle funzioni della villa che Giovio fa appello a piene mani alla sua cultura classica. «Apollo, suonatore di cetra e le muse fanno festa, con i loro strumenti, a chi cena. Poi Minerva invita tutti quelli che vogliono cambiare posto nella sua stanza, lì accanto, dove si vedono le effigi degli antichi comaschi: anzitutto quelle dei due Plini, poi quelle dei poeti Caninio Rufo e Cecilio (...) e ancora, quelle del grammatico Attilio e di Fabato(...) Alla stanza di Minerva è attigua la biblioteca, piccola, ma piena di libri molto selezionati, dedicata a Mercurio (c'è la sua immagine dipinta). Da qui si passa alle Sirene (... ) dedicata alle ore di nobile svago. Dopo viene l'armeria, vicino all'ingresso, a buon diritto protetta dalle sacre imprese dell'imperatore Carlo. (...) A quella stanza più grande che è il Museo, è congiunta la nobile sala da pranzo, a buon diritto consacrata alle tre Grazie.»
L'umanista continua elogiando le stanze ai piani superiori, soleggiate a piene di luce in ogni epoca dell'anno, dove si ammirano iscrizioni incentrare sui temi della virtù e dell'onore. La parte più interna della villa Giovio la rappresenta « [...] come vogliono le Muse ispiratrici (...) priva di rumore (..) splendida e pulita (...) invita allo studio appartato anche chi si dedica ai giochi più divertenti (...) la separa un istmo che la rende quasi una casa più piccola, tenendo del tutto lontano le scuderie collegate all'ippodromo, le dispense, il rumore della cucina e di tutta la servitù.» Un luogo di svago raffinato e di studio, dove banchettare e ammirare opere d'arte in giusta compagnia, che « [...] dona davvero una tranquillità dorata, e, come un porto tranquillo e salubre, concede quella libertà che è più facile desiderare che ottenere.»

### La villa secondo una ricostruzione

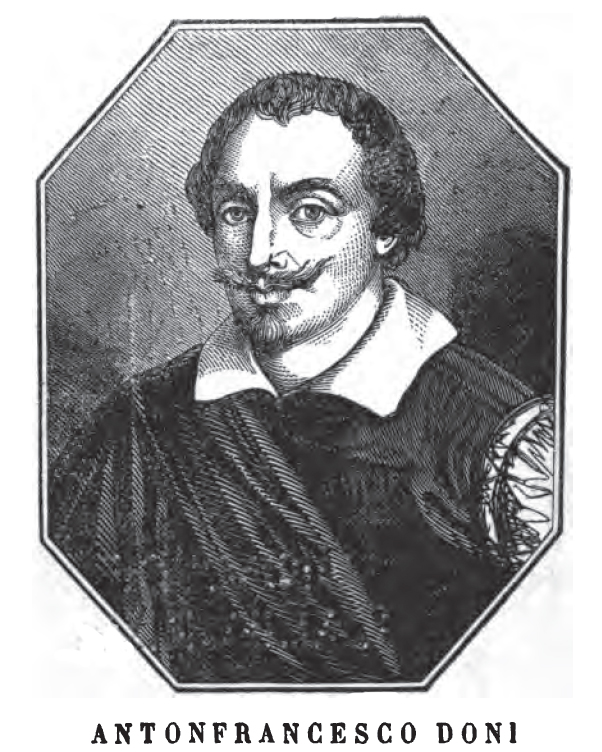
Ritratto di Anton Francesco Doni, 1555

Due rappresentazioni pittoriche della villa di Paolo Giovio sono conservate presso i Musei Civici di Como: la prima si trova nel museo a lui intitolato, mentre la seconda nella pinacoteca di palazzo Volpi.
La costruzione, prospiciente il Lario, doveva presentarsi all'incirca come un rettangolo su due piani, con una stanza e un portico annesso aggettanti sul lago. Dalla parte di terra si accedeva al primo piano del fabbricato attraverso un cortile d'ingresso, a sinistra del quale stavano i locali di servizio. Il cortile d'entrata immetteva a sua volta in un Vestibolo (Vestibulum) e, da questo, si accedeva a un piccolo Atrio pressoché quadrato.
Dirimpetto all'Atrio, e per tutta la larghezza del corpo dell'edificio centrale, si snodava un Portico (prima porticus o Porticus Personata) (lato di una sorta di deambulatorio), che portava alla Sala del Museo, sporgente sul lago e dotata di un piccolo terrazzo coperto (podium). A destra della Porticus Personata, un ampio Impluvio o Cavaedium (attorno al quale, dalla parte del Lario, si trovava il Portico delle Grazie (Coenatio) adiacente al Museo e con esso comunicante (secondo lato del deambulatorio); sul fronte opposto, vi era il Portico del Parnaso (Dorica porticus) (terzo lato del deambulatorio) in cui era collocata la statua della Dea Natura dai cui seni zampillava acqua che immetteva a delle camere e alle scale per salire al piano superiore. Da queste stanze si tornava nell'Atrio. A sinistra di quest'ultimo altre camere; dalla prima si aveva accesso all'Armeria, dove altre scale portavano al secondo piano. Nel vano di queste si trovava la Sala delle Sirene, da cui si aveva accesso dall'Armeria attraverso uno stretto corridoio. Proseguendo per quest'ultimo, che correva lungo la parete di separazione della Porticus Personata, si giungeva ad altre camere (cubicula): la prima, in sequenza, la Sala di Mercurio e successivamente la Sala di Minerva. L'ultima stanza a cui si aveva accesso era, di nuovo, quella del Museo.
Al secondo piano, sopra le stanze e l'armeria con essa confinanti, stava la Sala dell'Onore. Attraverso un corridoio, speculare a quello sottostante, si entrava, a sinistra, nella Camera del Moro, sovrastante la Sala di Mercurio, e quindi nella Camera del Diamante, dove Giovio dormiva e studiava, posta sopra la Sala di Minerva; a destra, sopra la Porticus Personata, si aveva accesso alla Sala della Virtù. La Sala delle Sirene non aveva una sua corrispondente, se non il vano scale, così come non lo avevano la Sala del Museo e il Portico delle Grazie. Sopra al Portico del Parnaso si trovavano invece la Sala degli Arazzi (Camera del Paragone), con una piccola sala adiacente, posta nell'angolo verso terra e sporgente dal rettangolo dell'edificio, che proseguiva lungo l'Impluvio, fino alla più contenuta Camera Sforzesca. Da quest'ultima ci si riportava nel vano scale, da cui si scendeva al piano inferiore.

### IRitratti degli uomini illustri
Giovio iniziò a collezionare ritratti di famosi letterati, poeti e filosofi già negli anni 1520, mentre si trovava a Firenze al seguito di Giulio de' Medici. Ai letterati si aggiunsero poi condottieri, uomini d'arme, regnanti, papi e potenti del suo tempo e dell'antichità, da Romolo e Alessandro Magno a Carlo V e Francesco I, comprendendo anche sultani ottomani e principi orientali. Giovio stesso, nella dedica a Cosimo I de' Medici del libro VII degli Elogia virorum bellica virtute illustrium pubblicati nel 1551, scrive: «nel procurarmi questa raccolta di tanti ritratti, per più di trent’anni, acceso da un’instinguibile curiosità, non ho limitato né zelo né spesa». Nella lettera a Mario Equicola «Ex Florentia, 28 Augusti 1521», dichiara anche la funzione di tale raccolta: «tramite l’emulazione del loro esempio gli onesti tra i mortali possano essere infiammati dalla ambizione di gloria». Per Giovio era importante che fossero per quanto possibile eseguiti dal vero, per cui li richiedeva spesso direttamente alle famiglie nel caso dei contemporanei, mentre per gli antichi richiedeva ai pittori che copiassero da monete e statue originali.
A seguito della sua morte nel 1552, la vastissima collezione fu dispersa tra numerosi eredi. Si ritiene che gli esemplari fossero oltre quattrocento. È stato tuttavia possibile ricostruire la galleria in quanto, divenuta celebre tra i contemporanei alla metà del Cinquecento, ne furono commissionate numerose copie. La più celebre e ampia opera di copia fu commissionata nel 1552 da Cosimo I al pittore Cristofano dell'Altissimo, che si trasferì a Como per eseguire le repliche. Il pittore eseguì oltre 240 dipinti, che andarono a formare la cosiddetta Serie gioviana, oggi ospitata nei corridoi monumentali della Galleria degli Uffizi di Firenze. Oltre alle stampe ricavate dalla serie dei ritratti, altre copie furono richieste da Ippolita Gonzaga al pittore Bernardino Campi, e nel 1619 dal cardinale Federico Borromeo per la Biblioteca ambrosiana.
Poiché l'interesse di Giovio era sostanzialmente nel soggetto, e non nello stile pittorico, un notevole numero di ritratti che figuravano nella collezione del Museo era costituita da copie di originali o comunque eseguite da pittori di modesta qualità artistica, ma non mancavano le eccezioni. Fra i molti esemplari vi erano: 
- le copie degli affreschi quattrocenteschi in Vaticano, sostituiti per volere di papa Giulio II con la decorazione delle Stanze di Raffaello e di cui proprio Raffaello commissionò agli allievi delle copie;
- la riproduzione della serie di undici ritratti di sultani ottomani, venduta a Marsiglia da Khayr al-Dīn Barbarossa, capitan pascià della marina ottomana;
- una eccezionale collezione di ritratti eseguiti da Tiziano: il Ritratto di Ippolito de' Medici, Francesco Maria I della Rovere duca di Urbino, il cardinale e umanista Daniele Barbaro, il doge di Venezia Andrea Gritti, il condottiero Vincenzo Cappello e il poeta Pietro Aretino;
- di mano di Agnolo Bronzino, il Ritratto di Cosimo I de’ Medici e il Ritratto di Andrea Doria nelle vesti di Nettuno.

Alla fine del Cinquecento gli eredi di Giovio trasferirono i ritratti degli uomini illustri nel palazzo di città, attuale sede del Museo archeologico Paolo Giovio, dividendoli in diversi lotti. A seguito della dispersione della galleria, oggi un significativo nucleo dei ritratti è custodito anche nella Pinacoteca Civica di palazzo Volpi a Como.

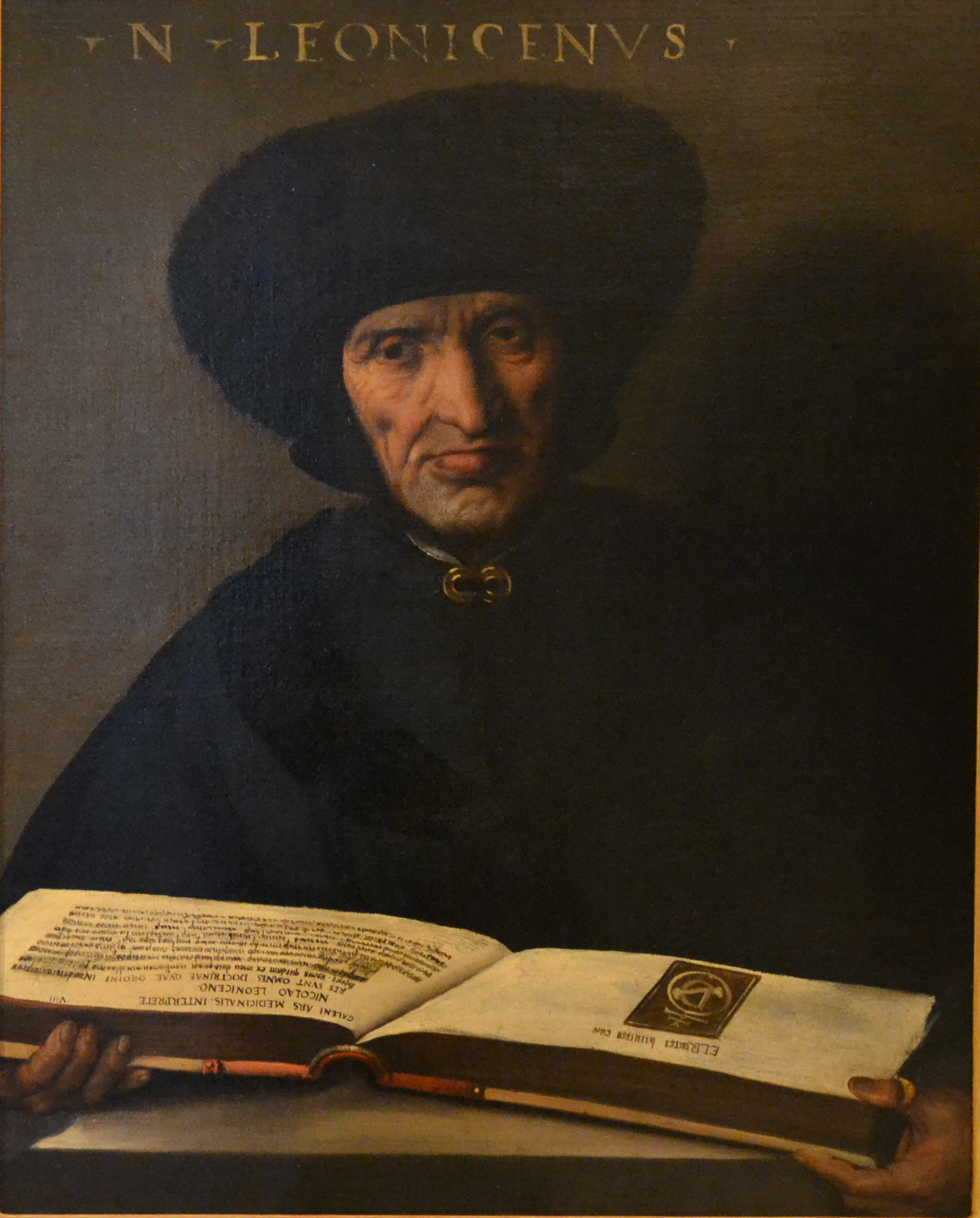
Dosso Dossi, Ritratto di Nicolò Leoniceno, Pinacoteca Civica di Palazzo Volpi a Como
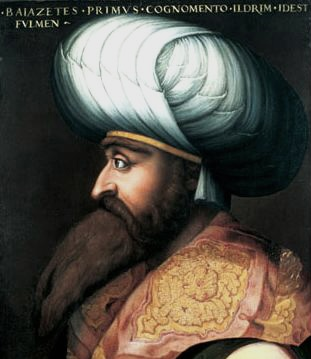
Cristofano dell'Altissimo, Bayezid I, Uffizi
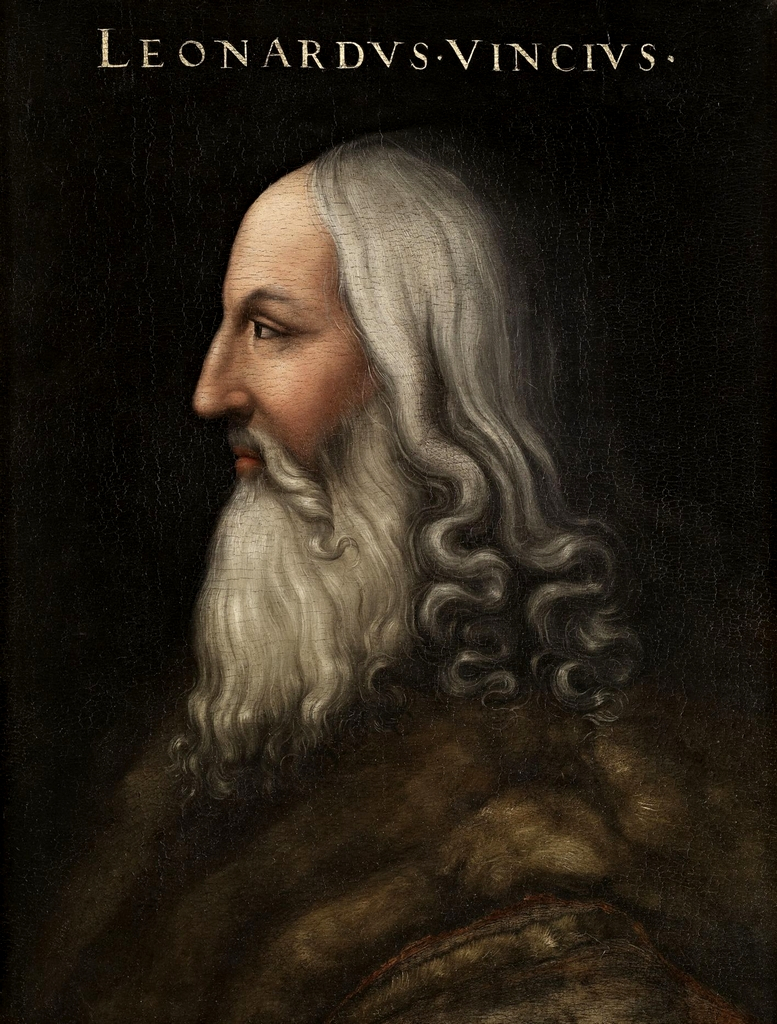
Cristofano dell'Altissimo, Leonardo da Vinci, Uffizi
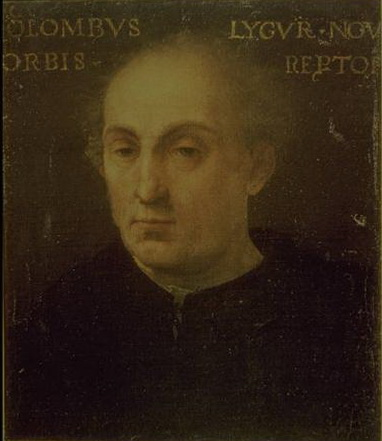
Anonimo, Cristoforo Colombo, Pinacoteca Civica di Palazzo Volpi a Como
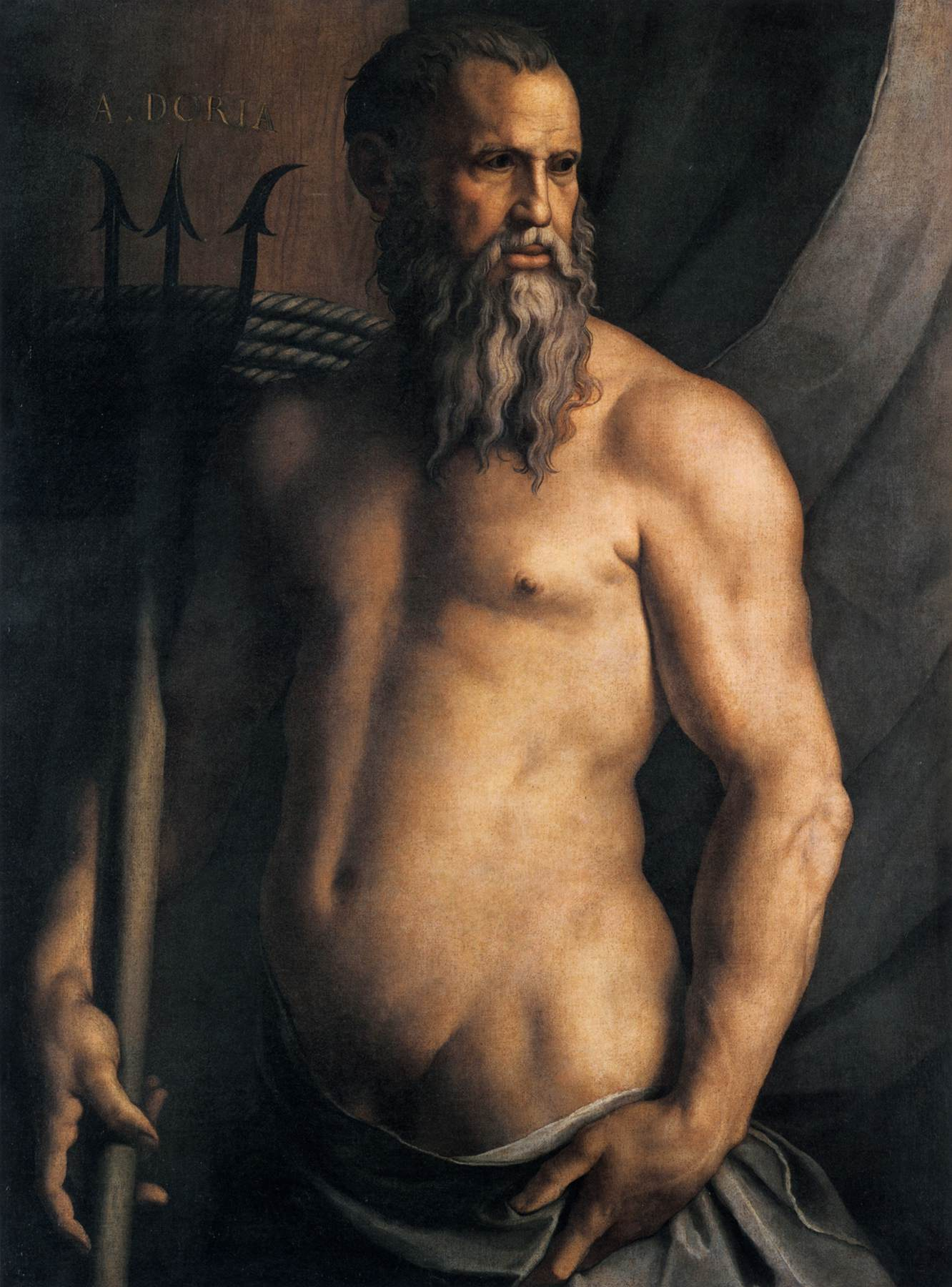
Agnolo Bronzino, Ritratto di Andrea Doria nelle vesti di Nettuno, Pinacoteca di Brera di Milano
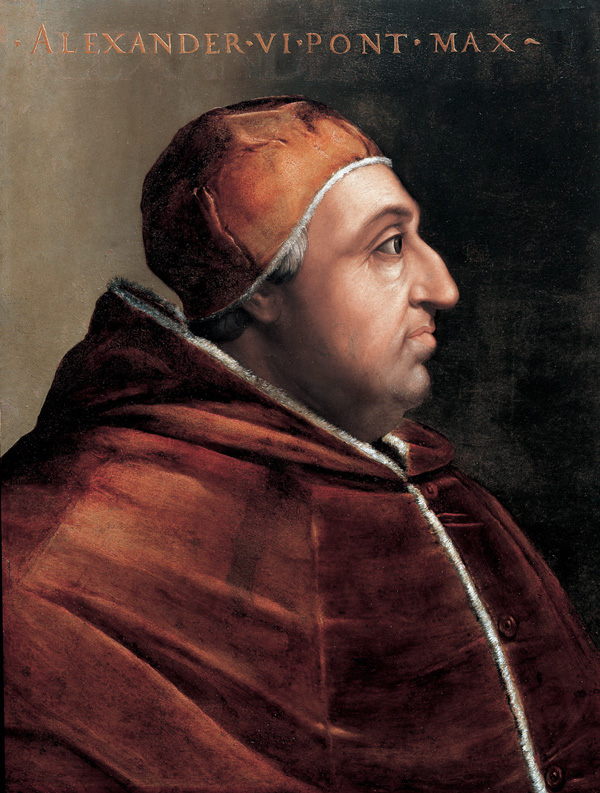
Cristofano dell'Altissimo, Papa Alessandro VI, Uffizi

### GliElogia

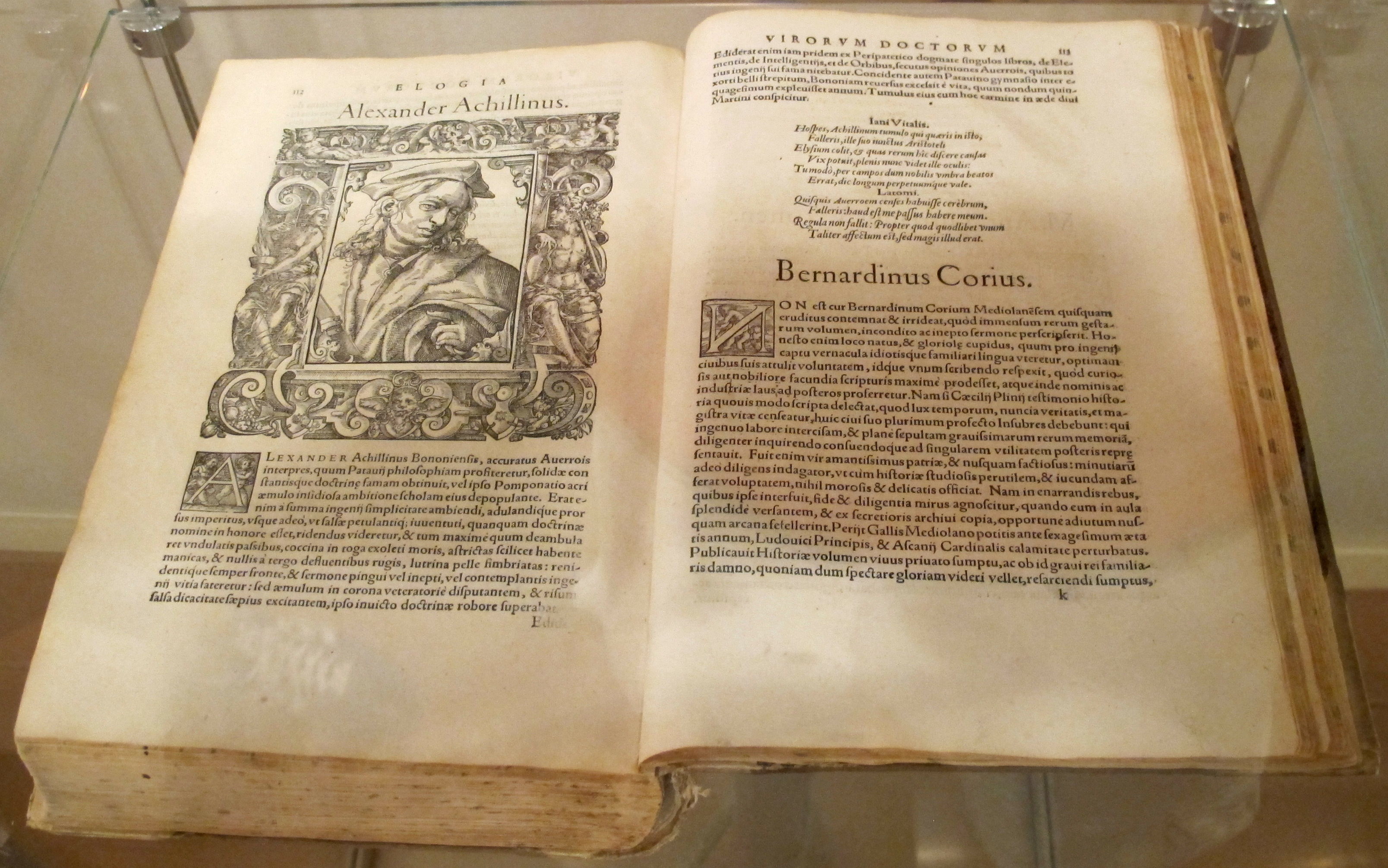
Edizione degli Elogia del 1577 stampata a Basilea

Gli Elogia, prima ancora di essere dati alle stampe come raccolta a sé stante, furono concepiti da Giovio per essere collocati sotto le vere effigi degli uomini illustri che si trovavano nel Musaeum. Si tratta di profili biografici redatti su pergamena e realmente appesi sotto il ritratto relativo a ciascun personaggio della collezione.
Per quanto attiene alla prima raccolta, rivisitata per l'edizione tipografica in latino (1546) Elogia veris virorum clarorum apposita... ("Elogi dei letterati illustri...", noto in latino anche con il titolo Elogia doctorum virorum) dedicata a Ottavio Farnese, prefetto di Roma, essa contiene gli elogi dei seguenti letterati, per un totale di 146: Alberto Magno, Tommaso d'Aquino, Giovanni Scoto, Dante, Francesco Petrarca, Boccaccio, Bartolo, Baldo, Leonardo Aretino, Poggio, Ambrogio Monaco, Antonio Panormita, Lorenzo Valla, Flavio Biondo, Pier Candido Decembrio, Donato Acciaiuoli, Filelfo, Niccolò Perotti, Platina, Iacopo cardinale di Pavia, Domizio Calderini, Giovanni Antonio Campano, Emanuele Crisolora, Bessarione, Giorgio Trapezunzio, Teodoro Gaza, Argiropulo, Marullo Tarcaniota, Demetrio Calcondila, Marco Musuro, Giovanni Lascaris, Rodolfo Agricola, Leon Battista Alberti, Lorenzo de' Medici, Pietro Leoni, Ermolao Barbaro, Giorgio Merula, Poliziano, Mirandola, Pomponio Leto, Callimaco, Girolamo Savonarola, Marsilio Ficino, Galeotto Marzio, Elisio Calenzio, Pandolfo Collenuccio, Gioviano Pontano, Marcantonio Coccio Sabellico, Lorenzo Lorenziani, Antioco Tiberti, Filippo Beroaldo, Ercole Strozzi, Bartolomeo Cocles, Giovanni Cotta, Pietro Crinito, Girolamo Donato, Alessandro Achillini, Bernardino Corio, Marcantonio della Torre di Verona, Lancino Curti, Battista Mantovano carmelitano, Francesco Maria Grapaldi, Thomas Linacre, Antonio de Nebrija, Bernardo Bibbiena, Giason del Maino, Cristoforo Longolio, Giovanni Aurelio Augurelli, Guido Postumo, Niccolò Leoniceno, Pietro Pomponazzi, Andrea Marone, Andrea Matteo Acquaviva, Pietro Gravina, Pomponio Gaurico, Marco Antonio Casanova, Baldassarre Castiglione, Andrea Navagero, Giovanni Maria Cattaneo, Jacopo Sannazaro, Giovanni Mainardi, Camillo Querno arcipoeta, Alberto Pio di Carpi, Ludovico Ariosto, cardinale Egidio, Giovan Francesco Pico della Mirandola, Niccolò Machiavelli, Filippo Decio, Tommaso Moro, cardinale di Rochester, Leonico Tomeo, Agostino Nifo, Jean Ruel, Antonio Tebaldeo, Erasmo da Rotterdam, Rutilio, Guillaume Budé, Girolamo Aleandro, Lampridio, cardinale Gaspare Contarini, Heinrich Cornelius Agrippa, Battista Pio, Francesco Arsilli, Molza, Albert Pigghe, Benedetto Giovio di Como, Maffeo Vegio di Lodi, Giovanni Tortelli, Bartolomeo Facio, Guarino Veronese, Pietro Paolo Vergerio, il ligure Iacopo Bracelli, Giorgio Valla di Piacenza, Giovanni Simonetta, Bernardo Giustinian di Venezia, Cristoforo Persona di Roma, Gregorio Tifernate, Raffaele Volterrano, Antonio De Ferraris, Lodovico Celio Rodigino, Jacques Lefèvre d'Étaples, Antonio Telesio di Cosenza, Pietro Alcionio, Pietro Martire d'Anghiera, Gabriele Altilio, Marcello Virgilio di Firenze, Giano Parrasio, Georg Sauermann tedesco, Celio Calcagnini di Ferrara, Agostino Giustiniani di Genova, Roberto Valturio, Matteo Palmieri di Firenze, Iacopo Angeli di Firenze, Hector Boethius, Polidoro Virgilio, Gaguin francese, Marino Becichemo da Scutari, Jacob Ziegler, Paolo Emili, Germain de Brie, Niccolò Tegrimi, Camillo Ghilini di Milano, Johann Reuchlin tedesco, Johann Müller Regiomontanus tedesco, Ludovico Vives di Valencia, Cosimo Pazzi.
Gli Elogia virorum bellica virtute illustrium veris imaginibus supposita (1551) (Elogi degli uomini d'arme illustri), divisi in sette libri, ciascuno "dedicato al Duca di Firenze Cosimo I de' Medici", contengono, invece, gli scritti sui seguenti personaggi, riferiti a un totale di 134 opere e 142 figure ritratte:
- Libro I: Romolo; Numa Pompilio; Artaserse; Alessandro Magno; Pirro, re dell'Epiro; Annibale; l'Africano Maggiore; Attila, re degli Unni; Totila, re dei Goti; l'eunuco Narsete; Carlo Magno; Goffredo di Buglione; Saladino, sultano d'Egitto e Siria; l'imperatore Federico I; Farinata degli Uberti; il tiranno Ezzelino; Martino della Torre; Sciarra Colonna; Uguccione della Faggiola; Castruccio Castracani; Cangrande della Scala;
- Libro II: Roberto, re di Napoli; l'arcivescovo Ottone; Matteo Magno; Galeazzo I; Azzo; Luchino; l'arcivescovo Giovanni; Galeazzo II; Bernabò; Gian Galeazzo; Giovanni Maria; Filippo; Giovanni Vitelleschi di Tarquinia, patriarca e cardinale; cardinale Giuliano Cesarini; Tamerlano, imperatore dei Tartari; Bayazid I, re dei Turchi; Celebino, imperatore dei Turchi; l'inglese John Hawkwood; Alberico da Barbiano; ritratti nella stessa tavola di Sforza e di Braccio da Montone; Carmagnola; Gattamelata; Niccolò Piccinino;
- Libro III: Cosimo de' Medici; Alfonso, re di Napoli; Francesco Sforza; Murad II, imperatore dei Turchi; Giorgio Castriota Scanderbeg, principe d'Albania; Bartolomeo Colleoni; Galeazzo Sforza; Carlo, duca di Borgogna; Giuliano de' Medici; Mehmet II, imperatore turco; Federico da Montefeltro, duca di Urbino; il grande Kaitbey, sultano di Menfi; Mattia Corvino, re di Ungheria;
- Libro IV: Carlo VIII, re di Francia: fratelli Vitelli; Piero de' Medici; Cristoforo Colombo; Ascanio Sforza; Ludovico Sforza, principe di Milano; Cesare Borgia Valentino; Niccolò Orsini, conte di Pitigliano; Francesco Alidosi, cardinale di Pavia; Bayazid II, imperatore turco; Gastone de Foix; Luigi XII, re di Francia; Ferdinando Consalvo, grande condottiero; Bartolomeo d'Alviano; Kansuweh el-Ghuri, sultano d'Egitto e di Siria; Tuman-bey, ultimo sultano d'Egitto e di Siria; Giacomo Trivulzio; Tristão da Cunha, portoghese;
- Libro V: Francesco Gonzaga, principe di Mantova; l'imperatore Massimiliano; tre comandanti della famiglia Baglioni raffigurati su una tavola sola; Selim, imperatore dei Turchi; Marcantonio Colonna; Matteo, cardinale di Sion in Svizzera; Prospero Colonna; Hisma'il Safawi, re dei Persiani; Antonio Grimani, doge di Venezia; Francesco Ferdinando di Pescara; Giovanni Bentivoglio, tiranno di Bologna; Pandolfo Petrucci, tiranno di Siena; Pier Soderini, gonfaloniere di Firenze; Isabella d'Aragona; Luigi, re di Ungheria e di Boemia;
- Libro VI: Giovanni de' Medici, fortissimo comandante; Carlo di Borbone; Georg von Frundsberg; Odet de Foix Lautrec; Ugo di Moncada; Pedro Navarro; Massimiliano Sforza principe di Milano; Filiberto, principe d'Orange; cardinale Pompeo Colonna; Alvise Gritti; Alfonso, principe di Ferrara; Ippolito de' Medici, cardinale; Francesco II Sforza, principe di Milano; Basilio, principe di Moscovia; Antonio di Leyva; Alessandro de' Medici principe di Firenze; Francesco Maria di Montefeltro principe di Urbino; Andrea Gritti, principe veneto; Giacomo V, re di Scozia; Vincenzo Cappello, ammiraglio della flotta veneziana; Francesco Borbone d'Enghien, comandante dei Francesi; Carlo d'Orléans, figlio di re Francesco; Alfonso d'Avalos di Vasto; Enrico VIII, re d'Inghilterra; tre corsari turchi di fama illustre (Khayr al-Din Barbarossa, Urug, Sinan Giudeo); Francesco, re di Francia; Hernán Cortés; Sigismondo, re di Polonia; David il più grande re degli Abissini d'Etiopia; Mulay Hassan, re di Tunisi; Pirro Stipiciano;
- Libro VII: l'imperatore Carlo V; Ferdinando, re dei Romani; Enrico, re di Francia; Cristiano, re di Danimarca; Solimano, imperatore turco; Andrea Doria, ammiraglio; Tahmasp Sufi, re di Persia; Thomas Howard, duca di Norfolk; Ferdinando di Toledo, duca d'Alba; Mulay Ahmed detto Sceriffo, gran re del Marocco; Ferdinando Gonzaga; Giovanni Tarnowski, conte polacco; Cosimo de' Medici, duca di Firenze.

### Paolo Giovio e Giorgio Vasari

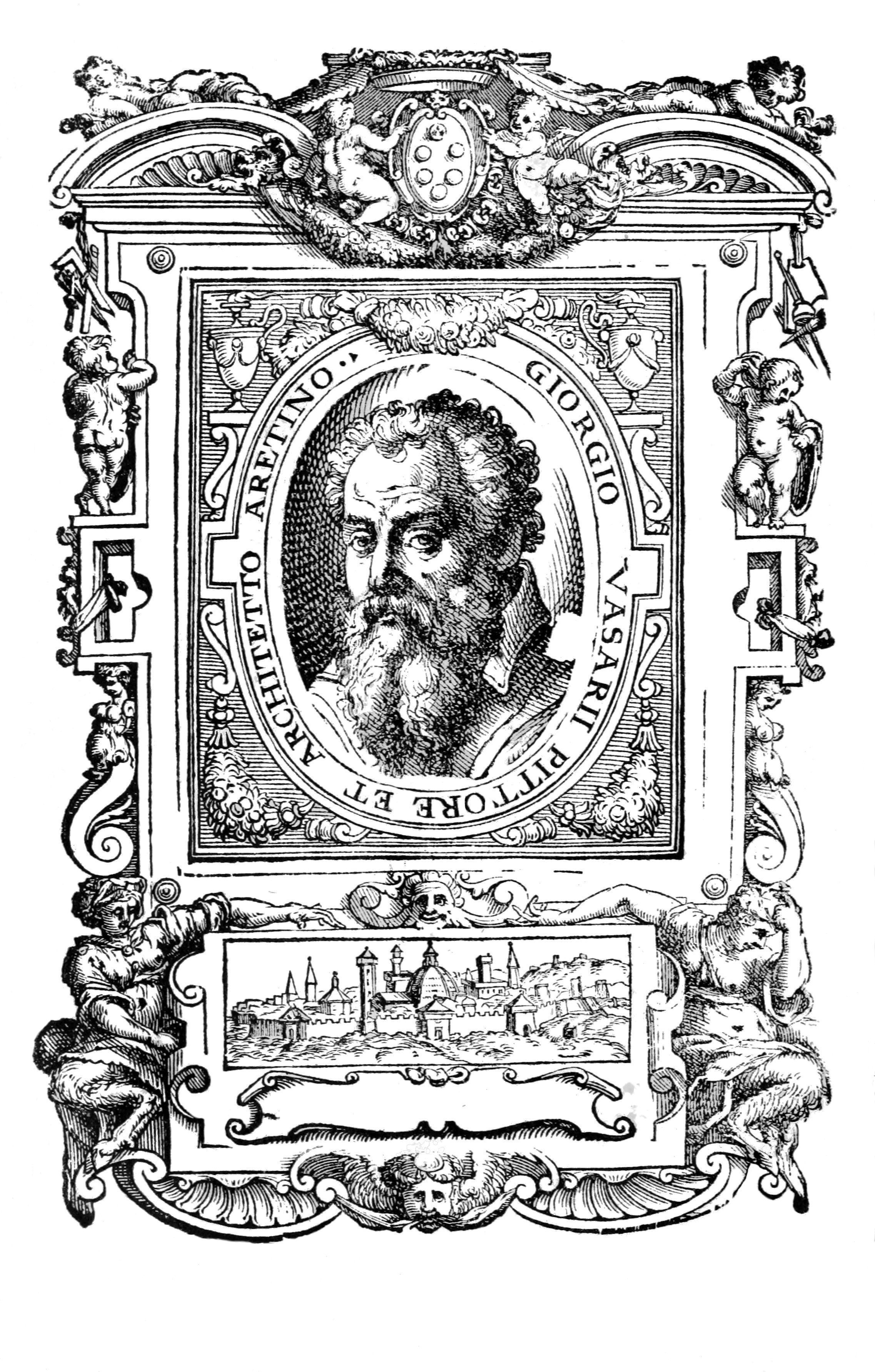
Autoritratto di Giorgio Vasari

Nel 1546, durante una cena nel palazzo romano del cardinale Alessandro Farnese il Giovane che era solito circondarsi di letterati, artisti e uomini raffinati, si incontrano, tra gli altri, Giorgio Vasari e Paolo Giovio.
Nella seconda edizione (1568) de Le vite de' più eccellenti pittori, scultori e architettori, aggiungendo la propria autobiografia in chiusura dell'opera, Vasari accenna a quella serata e alle varie discussioni che seguirono il banchetto. «Passando d'una cosa in altra, come si fa ragionando», l'autore aretino ricorda che si arrivò a discorrere del Museo che Giovio sta allestendo a Como. Quest'ultimo informa della sua intenzione di dedicare una sezione del Museo e degli Elogia che da tempo sta componendo, ai grandi artisti « [...] da Cimabue, insino ai tempi nostri». Il cardinale chiede a Vasari se questa non sia "... una bell'opera e fatica", Vasari risponde che, certo, l'opera sarebbe bella e tuttavia nota come a Giovio sia sufficiente "fare gran fascio" delle opere d'arte, scambiando « [...] i nomi, i cognomi, le patrie e l'opere» e nello stesso tempo aggiunge che « [...] Paolo non dicea le cose come stanno appunto, ma così alla grossa». Il cardinale, insieme agli altri galantuomini, chiede a Vasari di occuparsi in prima persona di stendere "un sunto et una ordinaria notizia degli artisti e delle opere loro secondo i tempi". Il Vasari accolse la richiesta e sottopose i suoi appunti a Giovio, che li approvò. Tuttavia, nel commentare l'episodio, l'autore delle Vite non mancò di sottolineare come lui avrebbe potuto scrivere molto meglio di Giovio quella storia, posto che « [...] non conoscendo (Giovio) le maniere, né sapendo molti particolari...» noti all'artista, quest'ultimo sarebbe in grado di fare « [...] il più un trattamento simile a quello di Plinio...».
Gli avvenimenti successivi appartengono alla storia: quello stesso anno Giovio pubblicò in latino i primi Elogia; mentre nel 1550 Vasari darà alle stampe, in volgare, la prima stesura delle Vite. Entrambe le opere uscirono presso lo stesso tipografo, il Torrentino.